# Notte di maggio
Notte di maggio (in russo Майская ночь?) è la seconda opera composta da Nikolaj Andreevič Rimskij-Korsakov.

## Storia della composizione
Rimskij-Korsakov fin dall'infanzia amò molto la raccolta di novelle di Gogol' Veglie alla fattoria presso Dikan'ka (1831-32), ed in particolare proprio Notte di maggio. L'idea di usarne il soggetto per ricavare un'opera era stata più volte suggerita al compositore dalla sua futura moglie Nadežda Purgol'd, a cui poi fu dedicata l'opera. Rimskij-Korsakov iniziò a pensare seriamente alla sua nuova opera nell'estate del 1877 e nel febbraio del 1878 si mise seriamente al lavoro. Nello scrivere il libretto, Rimskij-Korsakov si sforzò di rispettare il più possibile il soggetto ed i dialoghi, presenti in abbondanza nel racconto. Notte di maggio venne completata nel 1879 e sottoposta alla direzione dei teatri imperiali: il direttore d'orchestra Eduard Napravnik la valutò positivamente e fu deciso di rappresentarla nella stagione successiva. La prima ebbe luogo il 9 (21) gennaio 1880 al teatro Mariinskij. L'opera ebbe un successo importante, ma inferiore a quello della sua prima opera La fanciulla di Pskov, ed anche l'accoglienza della critica fu tiepida.

## Trama
L'azione si svolge in Ucraina, vicino al villaggio di Dikan'ka, nella settimana di Pentecoste o delle rusalki, all'inizio del XIX secolo. 

### Atto I
La strada del villaggio presso la casa di Ganna, di sera. I paesani intonano un canto popolare. Dopo che se ne sono andati, Levko canta alla finestra della sua amata Ganna accompagnandosi con una bandura. La ragazza esce di casa, anche se teme che qualcuno li possa vedere; vuol sapere se Levko abbia riferito a suo padre la loro decisione di sposarsi, questi risponde che il vecchio fa finta di non sentire. Poi Ganna chiede di una vecchia casa vicino ad un lago. Levko le racconta che era abitata da un sotnik dei cosacchi vedovo e da sua figlia Pannočka. Il cosacco in seguito si risposò con una donna che in realtà era una strega, che riuscì a fargli cacciare di casa la figlia. La ragazza, disperata, si annegò nel lago, e divenne la regina delle rusalki. Una notte, mentre stavano danzando alla luce della luna, le rusalki videro la strega che camminava, la afferrarono e la gettarono in acqua, ma ella si trasformò a sua volta in rusalka per non essere individuata. Si dice che ora, quando qualcuno si avvicini allo stagno, Pannočka gli chieda di indovinare chi di loro sia la strega matrigna. Finita la storia, Ganna rientra in casa ed alcune ragazze intonano una canzone triste. Sopraggiunge Kalenik, ubriaco, che importuna le ragazze: queste lo mandano alla casa del capo del villaggio, facendogli credere che sia la sua. Entra in scena il capo del villaggio che chiama Ganna, mentre Levko osserva di nascosto. Il capo, che ambisce alla mano di Ganna, cerca di fare colpo raccontandole la solita vecchia storia di essere stato guida di Caterina II, ma la ragazza lo respinge e torna in casa. Levko raduna le ragazze del villaggio e insegna loro una canzone che si fa beffe del padre. 

### Atto II
Scena prima. L'interno della casa del capo del villaggio, la sera tardi. Il capo del villaggio e sua cognata sono a cena con il distillatore, che ha intenzione di demolire la vecchia casa sullo lago per costruire una distilleria. Kalenik irrompe in casa creando scompiglio; poi una pietra rompe una finestra, facendo imprecare il padrone di casa contro l'ignoto vandalo. Il superstizioso distillatore lo ammonisce a non parlare così, raccontandogli che sua suocera era stata perseguitata dal fantasma di chi era stato maledetto da lei mentre era in vita. All'improvviso da fuori si odono le ragazze cantare la canzone che Levko ha insegnato loro. Il vento fa spegnere le luci, e nella confusione il capo del villaggio cattura qualcuno e lo rinchiude in una stanza, credendo che sia chi ha scagliato la pietra. Arriva il cancelliere che racconta della bravata delle ragazze, sostenendo di averne catturato il capo. Il capo del villaggio incredulo chiede della luce ed apre la porta serrata: ne esce sua cognata, che, alquanto arrabbiata, lascia la casa. Il capo del villaggio, il distillatore ed il cancelliere decidono di regolare i conti con il vero mascalzone una volta per tutte.
Scena seconda. La strada presso la casa del cancelliere, di notte. I tre arrivano trepidanti alla casa del cancelliere, dove il birbante è rinchiuso. Aprono la porta, ma esce ancora la cognata del capo del villaggio, sempre più infuriata. I tre, che temono che sia in realtà un diavolo, la costringono a farsi il segno della croce per assicurarsi della sua identità. Infine arrivano le guardie del villaggio, che hanno fatto prigioniero l'incolpevole Kalenik; il capo del villaggio li convince ad unirsi alla caccia, minacciandoli dell'arrivo del commissario.

### Atto III
La riva dello lago presso la casa del cosacco, in una notte illuminata dalla luna. Levko canta pensando alla sua amata, e chiede alla luna di illuminargli il cammino verso la sua dimora. Una finestra della vecchia casa si apre, ed appare Pannočka, che chiede a Levko di continuare a cantare. In preda ad una strana sensazione, Levko canta ancora. Sulla riva compaiono tre rusalki, e Levko sbigottito si unisce al loro girotondo, sempre cantando, mentre Pannočka gli chiede di indicare quale sia la strega matrigna. Levko riesce a capire chi è la matrigna durante un gioco e la indica; le altre rusalki si avventano su di lei e la trascinano in fondo al lago. In segno di gratitudine Pannočka dà a Levko una lettera da consegnare a suo padre e scompare. Il giovane, che non sa leggere, non ne può apprendere il contenuto. Il capo del villaggio arriva con le guardie che catturano Levko. Il giovane mostra al padre la lettera, che viene letta a voce alta dal cancelliere: essa risulta scritta dal commissario, che intima al capo del villaggio di permettere le nozze del figlio con Ganna. Ormai è l'alba e Levko si inventa che quel giorno arriverà il commissario per cena: il capo del villaggio quindi celebra il matrimonio. Levko e Ganna dicono una preghiera per Pannočka, Kalenik irrompe di nuovo, la cognata strapazza ancora il capo del villaggio, ed il popolo festeggia gli sposi.